# Ischnura prognata
Ischnura prognata là một loài chuồn chuồn kim trong họ Coenagrionidae.
Ischnura prognata được Hagen miêu tả khoa học năm 1861.